# Further Instructions
"Further Instructions" er det 50. afsnit af tv-serien Lost. Episoden blev instrueret af Stephen Williams og skrevet af Carlton Cuse & Elizabeth Sarnoff. Det blev første gang udsendt 18. oktober 2006, og karakteren John Locke vises i afsnittets flashbacks.